# Fissidens inconspicuus
Fissidens inconspicuus är en bladmossart som beskrevs av Mitten 1868. Fissidens inconspicuus ingår i släktet fickmossor, och familjen Fissidentaceae. Inga underarter finns listade i Catalogue of Life.